# Hasan Ferit Alnar
Hasan Ferid Alnar, né le 11 mars 1906 à Constantinople et mort le 26 juillet 1978 à Ankara, est un compositeur turc.
Il fait partie du groupe de cinq pionniers de la musique classique en Turquie, Les Cinq Turcs, dans la première moitié du XXe siècle. Il est connu pour ses efforts d'harmonisation de la musique classique turque (en). Ses œuvres les plus connues sont son Concerto pour Qanûn et cordes et son concerto pour violoncelle.